# Масуд Пезешкиан
Масуд Пезешкиан (на персийски: مسعود پزشکیان) е ирански кардиохирург и политик, президент на Иран от 28 юли 2024.

## Ранен живот и образование
Пезешкиан е роден в Махабад, Западен Азербайджан на 29 септември 1954 г. в семейството на иранско-азербайджански родители. През 1973 г. получава дипломата си и се премества в Забол, за да отслужи наборната си служба. По това време започва да се интересува от медицина. След като завършва службата си, той се завръща в родната си провинция, където постъпва в медицинско училище и завършва специалност с обща медицина. По време на войната между Иран и Ирак (1980 – 1988 г.) Пезешкиан често посещава фронтовите линии, където отговаря за изпращането на медицински екипи и работи като боец и лекар. Завършва курса си за общопрактикуващ лекар през 1985 г. и започва да преподава физиология в медицинския колеж.
След войната Пезешкиан продължава образованието си, специализирайки обща хирургия в Университета по медицински науки в Табриз. През 1993 г. получава допълнителна специалност по сърдечна хирургия от Иранския университет по медицински науки. По-късно той става специалист по сърдечна хирургия, което го кара да стане президент на Университета по медицински науки в Табриз през 1994 г. – позиция, която заема пет години.

## Политическа кариера
Политическата кариера на Пезешкиан започва, когато той се присъединява към администрацията на Мохамад Хатами като заместник-министър на здравеопазването през 1997 г. Той е назначен за министър на здравеопазването четири години по-късно, като остава на този пост от 2001 до 2005 г. От тогава той е избиран в Иранският парламент пет пъти, представляващ Тебриз и е бил първи заместник-председател на парламента от 2016 до 2020 г.
Първоначално Пезешкиан представлява избирателните райони на градовете Тебриз, Оску и Азаршахр в парламента на Иран, а също така е негов първи заместник-председател от 2016 до 2020 г. Пезешкиан е министър на здравеопазването и медицинското образование между 2001 и 2005 г. по време на президентсвото на Мохамад Хатами. 
Избран е за губернатор на окръзите Пираншахр и Нагадех в провинция Западен Азербайджан през 80-те години. Участва в президентските избори през 2013 г. но се оттегля. Кандидатира се отново на изборите през 2021 г. но не успява да ги спечели.
За президентските изборите през 2024 г. кандидатурата на Пезешкиан е одобрена и на 6 юли 2024 г. той е избран за президент, след като печели втория тур на президентските избори на 5 юли 2024 г. с 16,3 милиона гласа (54,76%) срещу 13,5 милиона (44,3%) за Саид Джалили. Встъпва в длъжност на 30 юли 2024 г. Той е най-възрастният човек, заемал длъжността президент на Иран.

## Възгледи

### Корпус на гвардейците на ислямската революция
Пезешкиан е поддръжник на Корпуса на гвардейците на ислямската революция (IRGC) и нарича настоящото му въплъщение „различно от миналото“. Той осъжда обявяването на IRGC за терористична организация от администрацията на Тръмп през 2019 г. След свалянето от Иран на американски дрон през 2019 г. Пезешкиан нарича американското правителство „терористично“ и описа действията на IRGC като „силен удар в устата на лидерите на престъпна Америка“. По време на среща в университета и в отговор на някои критики, Пезешкиан облича униформа на IRGC и заявява, че ще я носи отново.

### Антиправителствени протести
Пезешкиан многократно е критикувал иранската система. По време на следизборните протести през 2009 г. в реч Пезешкиан разкритикува начина, по който са третирани протестиращите. В речта си той споменава думите на първия шиитски имам Али, отправени към Малик Ащар да не се отнасяме към хората „като към диви животни“.
Пезешкиан смята метода на Иран за управление на протестите от 2018 г. като „научно и интелектуално грешен“. Той обвинява системата на страната за всички събития и заявява, че „Трябва да се справим по-добре“. След протестите през 2022 г. Пезешкиан поисква създаването на екип за оценка и изясняване на смъртта на Махса Амини. Въпреки че смята, че начинът на действие срещу протестиращите и процеса срещу тях е в противоречие с конституцията, той поисква подсъдимите да получат адвокати. По-късно той излиза с изявление, в което осъжда протестите и не ги смята за интереси на хората.

### Външна политика
Пезешкиан подкрепя подновяването на дискусиите със САЩ относно ядрената програма на Иран, обещавайки да съживи споразумението, постигнато със САЩ и други световни сили през 2015 г. в замяна на премахване на международните санкции срещу Иран.
Той подкрепя изграждането на приятелски отношения с всички страни с изключение на Израел заявявайки, че Иран ще продължи да подкрепя „Оста на съпротивата“ срещу него.

### Етнически възгледи
Пезешкиан набляга на правата на етнически групи като азери, кюрди и белуджи и заявява, че правата на тези групи трябва да бъдат защитени. Той подкрепя прилагането на член 15 от иранската конституция за всички етноси. Този принцип гласи, че „Официалният и общ език и писменост на народа на Иран е персийски. Документите, кореспонденцията, официалните текстове и учебниците трябва да бъдат на този език и писменост, но използването на местни и етнически езици в пресата и средствата за масова информация и преподаването на тяхната литература в училищата е безплатно, заедно с персийския език“. Пезешкиан твърди, че прилагането на този принцип смекчава сепаратистките и дисидентските мотиви. Подкрепя също преподаването на азербайджански език в иранските училища.

## Личен живот
Съпругата на Пезешкиян е гинеколог. През 1993 г. тя загива заедно с най-малкия им син в автомобилна катастрофа. Той отглежда сам останалите си двама сина и дъщеря и никога не се жени повторно. Дъщеря му Захра има магистърска степен по химия от Технологичния университет Шариф и работи в Джам Петрохемикъл преди президентския мандат на Хасан Рухани. Тя също се счита за политически съветник.
Пезешкиан е учител по Корана и рецитатор на Нахдж ал-балага – ключов текст за шиитските мюсюлмани.
Освен персийски, Пезешкиан говори много езици, включително азербайджански, кюрдски, арабски и английски.